# Hywel Bennett
Hywel Bennett (Garnant, 1944. április 8. – Cardiff, 2017. július 25.) walesi színész.

## Filmjei

### Mozifilmek
- Családi ügy (The Family Way) (1966)
- Il marito è mio e l'ammazzo quando mi pare (1968)
- Twisted Nerve (1968)
- The Virgin Soldiers (1969)
- Loot (1970)
- The Buttercup Chain (1970)
- Percy (1971)
- Végtelen éjszaka (Endless Night) (1972)
- Alice Csodaországban (Alice's Adventures in Wonderland) (1972)
- The Love Ban (1973)
- Towards the Morning (1981, rövidfilm)
- Murder Elite (1985)
- Halálzóna (Deadline) (1987)
- A Mind to Kill (1991)
- Haláli füles (Deadly Advice) (1994)
- Misery Harbour (1999)
- Nasty Neighbours (1999)
- Vatel (2000)
- Married 2 Malcolm (2000)
- One for the Road (2003)

### Tv-filmek
- The Idiot (1966)
- The Traveller (1966)
- Az áruló (Tinker Tailor Soldier Spy) (1979)
- Artemis 81 (1981)
- The Modern World: Ten Great Writers (1988, tv-dokumentumsorozat)
- Ålder okänd (1991)
- Az éden ösvényei (The Other Side of Paradise) (1992)
- Karaoke (1996)
- Cold Lazarus (1996)
- Sosehol (Neverwhere) (1996)
- Gyogyós gyógyintézet (Hospital!) (1997)
- Harpur and Iles (1997)
- Mária, Jézus anyja (Mary, Mother of Jesus) (1999)
- The Quest (2002)
- Lloyd & Hill (2003)
- The Second Quest (2004)
- The Final Quest (2004)

### Tv-sorozatok
- Ki vagy, doki? (Doctor Who) (1965, egy epizódban)
- Jury Room (1965, egy epizódban)
- Redcap (1965, egy epizódban)
- Theatre 625 (1965–1966, két epizódban)
- Thirteen Against Fate (1966, egy epizódban)
- The Wednesday Play (1966–1967, két epizódban)
- BBC Play of the Month (1967, 1982, két epizódban)
- Play for Today (1973, 1979, két epizódban)
- The Sweeney (1976, egy epizódban)
- Strangers (1978, egy epizódban)
- Malice Aforethought (1979, négy epizódban)
- Shelley (1979–1984, 39 epizódban)
- The Consultant (1983, négy epizódban)
- Theatre Night (1985, egy epizódban)
- Screen Two (1986, egy epizódban)
- Alkonyzóna (The Twilight Zone) (1986, egy epizódban)
- Robin of Sherwood (1986, hang, egy epizódban)
- Tickets for the Titanic (1987, egy epizódban)
- Boon (1988, két epizódban)
- The Return of Shelley (1988–1992, 32 epizódban)
- Virtual Murder (1992, egy epizódban)
- Screen One (1992, egy epizódban)
- Baleseti sebészet (Casualty) (1993, egy epizódban)
- Frank Stubbs Promotes (1993, egy epizódban)
- Murder Most Horrid (1994, egy epizódban)
- Frontiers (1996, hat epizódban)
- Lock, Stock... (2000, egy epizódban)
- Randall & Hopkirk (Deceased) (2001, egy epizódban)
- A bor nem válik vízzé (Last of the Summer Wine) (2002, egy epizódban)
- Time Gentlemen Please (2002, egy epizódban)
- EastEnders (2003, 11 epizódban)
- The Bill (2000–2005, 11 epizódban)
- Casualty @ Holby City (2005, egy epizódban)
- High Hopes (2005, egy epizódban)
- Jam & Jerusalem (2006, egy epizódban)
- The Last Detective (2007, egy epizódban)